# Targionia hypophylla
Targionia hypophylla là một loài rêu trong họ Targioniaceae. Loài này được L. mô tả khoa học đầu tiên năm 1753.